# Еспенау
Еспенау (њем. Espenau) општина је у њемачкој савезној држави Хесен. Једно је од 29 општинских средишта округа Касел. Према процјени из 2010. у општини је живјело 4.924 становника. Посједује регионалну шифру (AGS) 6633007.

## Географски и демографски подаци
Еспенау се налази у савезној држави Хесен у округу Касел. Општина се налази на надморској висини од 266 метара. Површина општине износи 13,6 km². У самом мјесту је, према процјени из 2010. године, живјело 4.924 становника. Просјечна густина становништва износи 362 становника/km².

## Међународна сарадња
| Мјесто | Држава   | Врста сарадње | Од    |
| ------ | -------- | ------------- | ----- |
| Телфс  | Аустрија | контакт       | 1996. |
| Имст   | Аустрија | контакт       | 1979. |
| Извор  |          |               |       |